# Установки ізомеризації в Рязані
Установки ізомеризації в Рязані – складова нафтопереробного майданчика в Рязані, яка здійснює продукування високооктанового компонента палива та сировини для нафтохімічної промисловості.
В 1999-му на Рязанському НПЗ ввели в дію установку ізомеризації, яка використовувала технологію «Ізомалк-2» від російської компанії «НПП Нефтехим». Вона мала річну потужність на рівні 450 тисяч тонн та забезпечувала випуск ізомеризату з октановим числом 83 – 84, при цьому глибина ізомеризації пентану складала 72% - 74%, тоді як гексанів – лише 30% - 32%.
У 2015-му ввели в дію нову установку ізомеризації «Изомалк-2-ЛИН-800» річною потужністю 800 тисяч тонн ізомеризату. Як сировину використовують пентан-гексанові фракції НК-70 та НК-85, при цьому випускають:
- ізопентанову фракцію з октановим числом 93 – 93,5 пункта;
- пентан-ізогесканову фракцію з октановим числом 89,5 – 90,3 пункта.
Вихід ізомеризату з сировини становить не менше 97%.
Ізопентан можуть використовувати як товарний продукт, наприклад, для поставок на належний тому ж власнику майданчик в Новокуйбишевську, де провадять дегідрогенізацію ізопентану з метою подальшого отримання високооктанової паливної присадки.